# Вестминстерски мост
Вестминстерски мост (енгл. Westminster Bridge) је мост преко реке Темзе у Лондону који спаја Вестминстер са Лембетом. Отворен је за друмски саобраћај и пешаке.
Садашњи мост је отворен 1862. и заменио је структурално нестабилног претходника који је стајао на истом месту од 1750. То је један од најстаријих мостова у Лондону. Дуг је 252 метра, широк 25,5 метара. Гвоздене је конструкције, има седам лукова а његове декорације су урађење у готском стилу. Најближа зграда му је Вестминстерска палата, дом Парламента Уједињеног Краљевства, а ове две грађевине имају и заједничког архитекту - Чарлса Берија.
Међу оближњим атракцијама су Лондонско око, Акваријум и друге.